# Tarzylla Córdoba Belda
Tarsila Córdoba Belda (ur. 8 maja 1861 w Collana, zm. 17 października 1936 w Algemesì) – błogosławiona Kościoła katolickiego.

## Życiorys
Była członkiem Akcji Katolickiej szczególnie pomagała biednym i chorym. Kiedy wybuchła wojny domowej w Hiszpanii ukryła ozdoby kościelne i opiekowała się siostrami. Zginęła, mając 75 lat.
Została beatyfikowana w grupie Józef Aparicio Sanz i 232 towarzyszy przez papieża Jana Pawła II w dniu 11 marca 2001 roku.